# Arccosinus

De arccosinus, ook boogcosinus, aangeduid door {\displaystyle \mathrm {acos} ,\ \arccos ,\ \mathrm {bgcos} } of {\displaystyle \cos ^{-1}}, is een cyclometrische functie in de wiskunde die de inverse functie is van de cosinus. Het bereik wordt beperkt tot het interval {\displaystyle [0,\pi ]}, wat nodig is vanwege het periodieke karakter van de sinus. Het resultaat van de arcsinus is de hoek tussen {\displaystyle -\pi /2} en {\displaystyle \pi /2} waarvan de sinus het argument als waarde heeft. Het domein is [-1,1] en het bereik is {\displaystyle [0,\pi ]}.
De grafiek van {\displaystyle y=\arccos x} is het spiegelbeeld van de grafiek van de beperkte cosinus  ten opzichte van de rechte {\displaystyle y=x}.

## Definitie
De functie {\displaystyle \arccos } is gedefinieerd voor {\displaystyle x\in [-1,1]} door de relatie
{\displaystyle \arccos(x)=\alpha \quad \Longleftrightarrow \quad \alpha \in [0,\pi ]{\mbox{ en }}\cos(\alpha )=x}
In woorden: de hoek of boog waarvan de cosinus {\displaystyle x} is, is gelijk aan {\displaystyle \alpha }.
Vanwege de relatie tussen de sinus en de cosinus geldt:
{\displaystyle \arccos(x)+\arcsin(x)={\tfrac {1}{2}}\pi }

## Machtreeks
De arccosinus heeft de reeksontwikkeling:
{\displaystyle \arccos(x)={\frac {\pi }{2}}-\sum _{n=0}^{\infty }{\frac {\Gamma (n+{\frac {1}{2}})}{{\sqrt {\pi }}(2n+1)n!}}x^{2n+1}}
Daarin is {\displaystyle \Gamma } de gammafunctie.

## Afgeleide
De afgeleide van de arccosinus is:
{\displaystyle {{\rm {d}} \over {\rm {d}}x}\arccos(x)={-1 \over {\sqrt {1-x^{2}}}}}
voor {\displaystyle x\in (-1,1)}